# Patró de disseny
En enginyeria de programari, un patró de disseny és una solució general a un problema comú i recurrent en el disseny de programari. Un patró de disseny no és un disseny acabat que es pot transformar directament en codi; és una descripció o plantilla per resoldre un problema que es pot utilitzar en moltes situacions diferents.
Els patrons de disseny orientats a objectes normalment mostren relacions i interaccions entre classes o objectes, sense especificar les classes d'aplicació finals o objectes que hi estan implicats. Els algorismes no són considerats patrons de disseny, ja que aquests resolen els problemes computacionals més que els problemes de disseny.

## Història
Els patrons sorgiren com a concepte d'arquitectura de la mà de Christopher Alexander. El 1987, Kent Beck i Ward Cunningham començaren a experimentar amb la idea d'aplicar patrons a la programació i van presentar els resultats a la conferència d'OOPSLA aquell mateix any. En els anys següents, Beck, Cunningham i altres investigaren aquell treball.
Els patrons de disseny guanyaren popularitat en la informàtica després de la publicació del llibre Design Patterns: Elements of Reusable Object-Oriented Software l'any 1994.

## Objectius dels patrons
Els patrons de disseny pretenen:
- Proporcionar catàlegs d'elements reusables en el disseny de sistemes de programari.
- Evitar la reiteració a la recerca de solucions a problemes ja coneguts i solucionats anteriorment.
- Formalitzar un vocabulari comú entre dissenyadors.
- Estandarditzar el mode en el que es realitza el disseny.
- Facilitar l'aprenentatge de les noves generacions de dissenyadors condensant coneixement ja existent.

Tanmateix, no pretenen:
- Imposar certes alternatives de disseny enfront d'altres.
- Eliminar la creativitat inherent al procés de disseny.

No és obligatori utilitzar els patrons, només és aconsellable en el cas de tenir el mateix problema o similar que soluciona el patró, sempre tenint en compte que en el cas particular pot no ser aplicable. "Abusar o forçar l'ús dels patrons pot ser un error".

## Relació de principals patrons gang of four (GoF)
Patrons creacionals
- Abstract Factory (fàbrica abstracta): Permet treballar amb objectes de diferents famílies de manera que aquestes famílies no es barregin, però fent que el tipus de familia utilitzat sigui transparent.
- Factory Method (mètode de fabricació): Centralitza en una classe constructora la creació d'objectes d'un subtipus d'un tipus determinat, ocultant a l'usuari la casuística per escollir el subtipus a crear.
- Builder (constructor virtual): Abstrau el procés de creació d'un objecte complex, centralitzant-lo en un únic punt.
- Prototype (prototip): Crea nous objectes clonant-los d'una instància existent.
- Singleton (instància única): Garanteix l'existència d'una única instància per una classe i la creació d'un mecanisme d'accés global per aquesta instància.

Patrons estructurals
- Adapter (adaptador): Adapta una interfície perquè pugui ser utilitzada per una classe que, d'altra manera, no podria.
- Bridge (Pont): Desacobla una abstracció de la seva implementació.
- Composite (objecte compost): Permet tractar objectes compostos com si es tractés d'un de sol.
- Decorator (embolcall): Afegeix funcionalitats a una classe dinàmicament.
- Facade (façana): Proveeix d'una interfície unificada simple per accedir a una interfície o grup d'interfícies d'un subsistema.
- Flyweight (pes lleuger): Redueix la redundància quan gran quantitat d'objectes posseeixen idèntica informació.
- Proxy: Manté un representant d'un objecte.

Patrons de comportament
- Cadena de responsabilitat (cadena de responsabilitat): Permet establir la línia que han de seguir els missatges perquè els objectes executin una tasca indicada.
- Command (ordre): Encapsula una operació en un objecte, permetent executar aquesta operació sense necessitat de conèixer-ne el contingut.
- Interpreter (intèrpret): Donat un llenguatge, en defineix la gramàtica així com les eines necessàries per interpretar-lo.
- Iterator (iterador): Permet realitzar recorreguts sobre objectes compostos independentment de la seva implementació.
- Mediator (mediador): Defineix un objecte que coordini la comunicació entre objectes de diferents classes, però que funcionen com un conjunt.
- Memento (record): Permet tornar a estats anteriors del sistema.
- Patró observador: Defineix una dependència d'un a molts entre objectes, de manera que quan un objecte canvia d'estat es notifiqui i s'actualitzin automàticament tots els objectes que en depenen.
- State (estat): Permet que un objecte canviï el seu comportament cada vegada que canviï el seu estat intern.
- Patró estratègia: Permet disposar de diversos mètodes per a resoldre un problema i escollir-ne un en temps d'execució.
- Template Method (Mètode plantilla): Defineix en una operació l'esquelet d'un algorisme, delegant a les subclasses alguns dels passos, el que permet que les subclasses redefineixin certs passos d'un algorisme sense canviar-ne l'estructura.
- Visitor (visitant): Aquest patró serveix per indicar que algú (visitador) ha visitat quelcom i així saber que ha estat visitat per un visitador.